# Cheilolejeunea silvestris
Cheilolejeunea silvestris là một loài Rêu trong họ Lejeuneaceae. Loài này được (Gottsche) E.W. Jones mô tả khoa học đầu tiên năm 1973.